# VM i bandy 2012 (kvinder)
Verdensmesterskabet i bandy for kvinder 2012 var det 6. VM i bandy for kvinder gennem tiden, og mesterskabet blev arrangeret af Federation of International Bandy. Turneringen blev afviklet på tre arenaer, to i Irkutsk og en i Sjelekhov, Rusland i perioden 23. – 26. februar 2012.
Mesterskabet blev vundet af Sverige, som vandt 5-3 over værtslandet Rusland i finalen, og som dermed sikrede sig sin sjette VM-titel i træk. Bronzemedaljerne gik til Finland, som besejrede Canada i bronzekampen.

## Resultater
VM havde deltagelse af seks hold, som først spillede en indledende runde alle-mod-alle. Kampene afvikledes over 2 × 30 minutter med efterfølgende straffeslag i tilfælde af uafgjort. Sejre gav 2 point, uafgjorte 1 point, mens nederlag giver 0 point. Resultatet af straffeslagskonkurrencer anvendtes kun til at afgøre indbyrdes rangering ved pointlighed mellem to hold.
De fire bedst placerede hold kvalificerede sig til semifinalerne, mens de to sidste hold spillede placeringskamp om 5.-pladsen. Finalen, bronzekampen og placeringskampen afvikledes over 2 × 45 minutter.

### Indledende runde
| Dato  | Tid   | Kamp              | Res. | Pause | Spillested                   |
| ----- | ----- | ----------------- | ---- | ----- | ---------------------------- |
| 23.2. | 10:00 | Rusland – Canada  | 4–0  | 2-0   | Stadion Trud                 |
| 23.2. | 10:00 | Finland – Sverige | 1–7  | 0-4   | Stadion Rekord               |
| 23.2. | 12:00 | Norge – USA       | 2–1  | 0-1   | Stadion Trud                 |
| 23.2. | 18:00 | Sverige – Rusland | 3–2  | 1-1   | Stadion Trud                 |
| 23.2. | 19:00 | Canada – Norge    | 2–1  | 0-1   | Stadion Rekord               |
| 23.2. | 20:00 | Finland – USA     | 7–0  | 3-0   | Stadion Trud                 |
| 24.2. | 10:00 | Norge – Finland   | 2–3  | 2-0   | Stadion Trud                 |
| 24.2. | 12:00 | Canada – Sverige  | 0–8  | 0-5   | Stadion Rekord               |
| 24.2. | 12:00 | Rusland – USA     | 8–0  | 1-0   | Stadion Trud                 |
| 24.2. | 18:00 | Rusland – Norge   | 4–0  | 4-0   | Stadion Trud                 |
| 24.2. | 18:00 | Sverige – USA     | 10–0 | 5-0   | Stadion Rekord               |
| 24.2. | 20:00 | Canada – Finland  | 1–5  | 1-3   | Stadion Trud                 |
| 25.2. | 11:00 | Finland – Rusland | 1–3  | 1-2   | Stadion Trud                 |
| 25.2. | 11:00 | Sverige – Norge   | 7–0  | 4-0   | Stadion Rekord               |
| 25.2. | 11:00 | Canada – USA      | 1–0  | 1-0   | Stadion Stroitel (Sjelekhov) |

| Plac. | Hold    | Kampe | Mål   | Point |
| ----- | ------- | ----- | ----- | ----- |
| 1.    | Sverige | 5     | 35-30 | 10    |
| 2.    | Rusland | 5     | 21-40 | 8     |
| 3.    | Finland | 5     | 17-13 | 6     |
| 4.    | Canada  | 5     | 04-18 | 4     |
| 5.    | Norge   | 5     | 05-17 | 2     |
| 6.    | USA     | 5     | 01-28 | 0     |

### Finale- og placeringskampe
Alle disse kampe blev spillet på Stadion Trud.
| Dato               | Tid   | Kamp              | Res.  | Pause |
| ------------------ | ----- | ----------------- | ----- | ----- |
| Semifinaler        |       |                   |       |       |
| 25.2.              | 17:00 | Rusland – Finland | 10–10 | 6-0   |
| 25.2.              | 19:00 | Sverige – Canada  | 7–0   | 4-0   |
| Kamp om 5.-pladsen |       |                   |       |       |
| 26.2.              | 10:00 | Norge – USA       | 1–2   | 0-1   |
| Bronzekamp         |       |                   |       |       |
| 26.2.              | 13:00 | Finland – Canada  | 4–1   | 0-1   |
| Finale             |       |                   |       |       |
| 26.2.              | 16:00 | Rusland – Sverige | 3–5   | 2-2   |

| Samlet rangering | Samlet rangering |
| ---------------- | ---------------- |
| Guld             | Sverige          |
| Sølv             | Rusland          |
| Bronze           | Finland          |
| 4.               | Canada           |
| 5.               | USA              |
| 6.               | Norge            |